# Francofonte
Francofonte (Francufonti in siciliano) è un comune italiano di 11 560 abitanti del libero consorzio comunale di Siracusa in Sicilia.
Dista 61 chilometri da Siracusa ed è nella parte nord-ovest della provincia, situato sul fianco di una collina (di possibile natura morenica o alluvionale) posta ad un'altezza di circa 280 m s.l.m.
È rinomata per la produzione dell'Arancia Rossa di Sicilia  insieme con le città di Lentini e Carlentini.

## Geografia fisica

### Territorio
Francofonte è un importante centro agricolo a 61 km dal capoluogo di provincia Siracusa, a 48 km da Catania e a 51 km da Ragusa. È situato in collina, ad un'altitudine di 281 m s.l.m, al margine meridionale della piana di Catania (latitudine 37° 14′ 0″ N; longitudine 14° 53′ 0″ E). Possedeva un fiorente mercato agricolo (agrumi, prodotti ortofrutticoli). Si estende per 73,95 km² con una densità di 179 ab./km². Confina con i comuni di Lentini, Carlentini, Buccheri, Vizzini e Militello in Val di Catania. Da segnalare un punto panoramico sito in via Mastrarua, dove è visibile tutto il paesaggio caratteristico della cittadina agrumicola ovvero, la montagna, la pianura ed il mare.

### Clima
Francofonte ha un clima tipicamente mediterraneo: l'estate è molto calda e lunga, arrivando persino a novembre; l'inverno è spesso piovoso, con temperature che scendono difficilmente sotto i 5 °C. Da segnalare alcune particolari nevicate avvenute a Francofonte, si ricordi i 20 centimetri della notte del 24 dicembre 1986, ed alcune alla fine degli anni novanta, avvenute senza alcun accumulo. L'ultima nevicata verificatasi a Francofonte è stata quella del febbraio 2011 con un leggero accumulo al suolo di alcuni centimetri (1 o 2 cm).
Leggere gelate avvengono tra la fine di gennaio e parte del mese di febbraio nelle campagne tra il territorio comunale di Francofonte e quello di Lentini. Mentre nella strada che porta a Vizzini in inverno spesso vi sono dei banchi di nebbia.

## Storia
Alcuni ritrovamenti preistorici nel territorio, attestano la presenza umana sin da tempi molto remoti, infatti sono state rinvenute diverse necropoli, come quella di Ossena-S.Leo, da dividere però con i territori dei comuni vicini di Militello e Lentini, Roccazzo (o Roccarazzo), o quella in contrada Passanatello, risalente all'età del bronzo: in quel luogo il famoso archeologo Luigi Bernabò Brea dedicò degli studi.
Le origini di Francofonte vengono individuate nell'antichissima città siceliota di Hydra, di cui parla Tolomeo, come posta tra Sergention e Leontinoi
Dopo arrivarono i Romani che tolsero ai Greci tutti i loro possedimenti in Sicilia, compresa l'intera zona sud orientale comprendente anche i territori di Francofonte.
Dopo il crollo dell'Impero Romano d'Occidente, nel territorio si insediarono gli ostrogoti prima e poi popolazioni bizantine, che evangelizzarono del tutto la popolazione locale e costituirono in molte cavità naturali tanti piccoli oratori rupestri, molti dei quali ancora visitabili.
Nell'827 iniziò l'invasione degli Arabi da sud, che dopo decenni di lotte con i Bizantini, arrivarono anche in Sicilia orientale (conquistando Siracusa nell'878 e i dintorni di Catania nel 902 circa).
I normanni fondarono il primo nucleo abitativo e prese il nome che possiede tuttora.
Dobbiamo giungere al sec. XIII per trovare qualche notizia concreta sull’insediamento ed il castello di Cadrà, e solo nella metà del XIV appare il nome di Francofonte che Corrado Avolio, vera autorità in fatto di toponomastica, ritiene di stampo francese.
Ed è anche da rilevare come il censimento di re Martino I di Sicilia del 1408 menzioni la "Yadra de Franchefontis" dove si ravvisa il connubio dell'antico misterioso nome con quello novellamente adottato.
Questo casale è stato costruito intorno al 1360 da un famoso nobile dell'epoca, Manfredi Alagona in seguito ad alcuni avvenimenti di natura militare, in particolare a seguito della rivalità tra la stessa famiglia Alagona (conti di Mistretta), e alla famiglia Chiaramonte (a loro volta conti di Modica), che conquistarono parte della zona a sud di Catania e alcuni territori vicino Lentini, minacciando i possedimenti degli Alagona.
Infatti attorno alla propria residenza, gli Alagona fecero costruire un forte chiamato "Fortalicium Francofontis" dentro cui iniziò a prendere forma l'odierna Francofonte.
La città poi passò nel 1394 al Barone Berengario Cruyllas.
Nel 1565 diventa un marchesato con Girolamo Gravina-Cruyllas.
Nel XVI secolo, sotto la dominazione della famiglia Cruyllas, Francofonte divenne uno dei centri più potenti di tutta la Sicilia sud orientale e dell'intera "Val di Noto" mantenendo così una certa prosperità per un lungo periodo di tempo, finché l'11 gennaio 1693 avvenne il tragico terremoto che distrusse gran parte dei centri abitati siciliani seminando distruzione e morte anche a Francofonte cancellando l'antica e potente città medievale ma lasciando miracolosamente in piedi numerose rovine medievali (tra le quali il possente Castello),
Nel 1700 il Principe di Palagonia, Ferdinando Francesco Gravina, fece iniziare la ricostruzione di Francofonte. Vennero ricostruiti tutti gli edifici civici e sacri secondo lo stile barocco molto utilizzato in quell'epoca, mentre quelli medievali, rimasti in piedi ma molto danneggiati, vennero modellati sempre secondo lo stile barocco dando vita ed edifici interessanti. Nel frattempo la popolazione aumentò a vista d'occhio grazie al ritrovato sviluppo economico - sociale della città.
Durante il XIX secolo Francofonte divenne un principale centro economico grazie all'attività agricola che veniva condotta nelle campagne, ma furono molte le rivolte contro i Borboni per ottenere l'indipendenza.
Dal 1890, alcuni anni dopo l'annessione della Sicilia al Regno d'Italia, venne introdotta la coltivazione dell'arancio "Tarocco" a polpa rossa; inizialmente i risultati commerciali non erano molto incoraggianti ma col passare del tempo questo frutto è stato apprezzato sia in Italia, sia nel resto dell'Europa.

## Monumenti e luoghi d'interesse

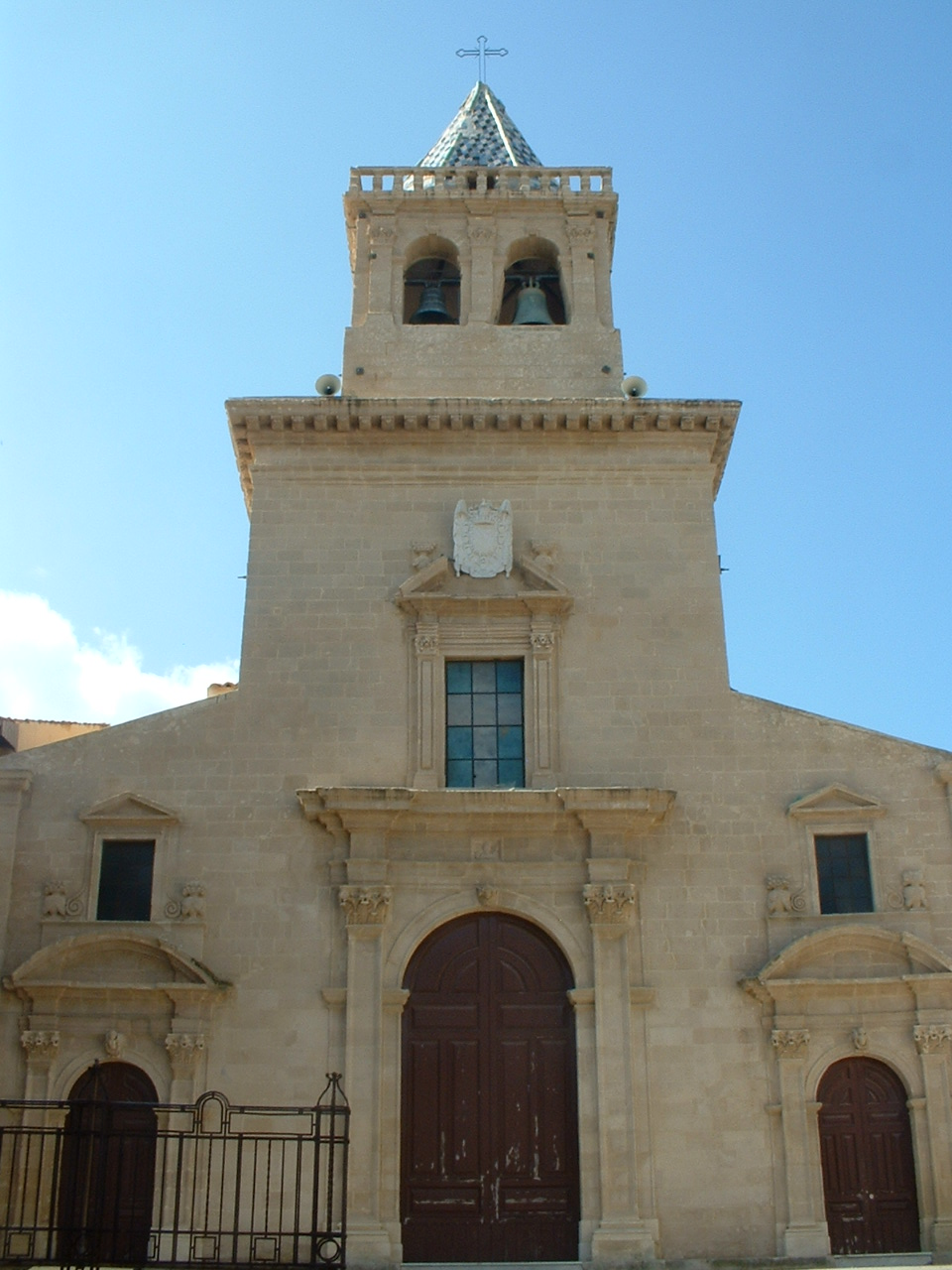
La Chiesa Madre

- Orfanotrofio di Santa Rosa, già monastero di S. Benedetto
- Chiesa di San Gerolamo (sconsacrata), con orologio cinquecentesco
- Chiesa del Carmine
- Chiesa Madre di Sant'Antonio Abate (tardo barocco). Vi si trova un quadro attribuito a Pietro Novelli, allievo del Caravaggio. Posteriore al sisma del 1693, va ricordata per il settecentesco e preziosissimo ostensorio creato dalle maestranze messinesi e per una tela raffigurante la Madonna del Rosario, di scuola novellesca.
- Chiesa dell'Angelo Custode
- Chiesa di Sant'Antonio di Padova (con portale d'ingresso in stile gotico rimasto intatto nei secoli)
- Chiesa della Santissima Annunziata
- Chiesa della Santa Croce
- Palazzo Gravina-Cruyllas (ex Palazzo del Marchese), oggi sede del Municipio, costruito nel XVIII secolo da Ferdinando Francesco Gravina sfruttando un'ala del Castello (fatto costruire da Artale d'Aragona); fu danneggiato gravemente dal già citato terremoto ed oggi si presenta con una struttura interna impreziosita da una balaustra e da varie maschere antropomorfe.
- Castello Alagona (attaccato al Palazzo Palagonia).
- Chiesa di san Francesco d'Assisi, posta nel quartiere nuovo.
- Rovine dell'antico castello di Chadra, presso questi terreni sono state trovate altre rovine di epoca sconosciuta, forse si tratta di necropoli di epoca sicula.
- Necropoli del periodo castellucciano nella zona di Ossini-S.Lio.
- Fontana Canali, citata già nel 1569 come "Fontana Grande", è stata ristrutturata nel 1745, mentre recentemente è stata riscoperta e restaurata.
- Fontana "Giardinello" detta Settefontane, posta all'ingresso Nord di Francofonte.

## Società

### Evoluzione demografica
Abitanti censiti

## Cultura
Biblioteca comunale in via Scamporlino, nel cosiddetto "Ospedaletto".

### Manifestazioni
- 5 agosto: festa della Madonna della Neve, patrona di Francofonte.
- Prima domenica di ottobre: festa di San Francesco e nella via trento e trieste e anche l'intera via Vittorio Emanuele è luogo di un grande mercato detta "la fiera d'ottobre".
- 19 marzo: festa di San Giuseppe. Processione di San Giuseppe, Maria ed il Bambino, fatta con personaggi del luogo (anticipata alla domenica)
- Festa di Pasqua, con le relative processioni del Triduo pasquale e una Via Crucis vivente
- Inizio di giugno: festa di San Sebastiano martire (compatrono)

## Economia
L'economia cittadina è prettamente agricola, incentrata sulla coltivazione dell'arancio. Francofonte sin dal 1850 ha basato la sua economia esclusivamente sul settore agrumicolo: basti pensare che il territorio, per il 60% collinare, è stato modificato al fine di rendere possibile la coltura, con 4.800 ettari di terreno destinati al settore. Francofonte è una delle aree in cui fin dall'antichità sono presenti le varietà agrumicole tradizionali non solo della Sicilia, ma di tutto il bacino mediterraneo. Il Tarocco, il Moro, il Sanguinello sono diventati così i suoi ambasciatori nel mondo; l'odore della zagara bianca, il verde delle piante e l'arancio del frutto fanno da cornice al suo territorio.

L'arancia di Francofonte è tutelata sin dal 1997 dal marchio di origine IGP (Indicazione geografica protetta), attribuito a quei prodotti agricoli e alimentari per i quali una determinata qualità dipende dall'origine geografica e la cui produzione, trasformazione e/o elaborazione avviene in un'area geografica determinata).

## Geologia
A Francofonte si può riscontrare il fenomeno della cosiddetta salita in discesa. Geologicamente la zona anomala corrisponde al margine di un affioramento di basalti vulcanici che interessa l'area di Vizzini, mentre intorno a Francofonte è costituito da depositi sedimentari del Pleistocene.

## Riferimenti a Francofonte
Francofonte è citato nella Cavalleria rusticana, il capolavoro di Pietro Mascagni, come luogo in cui Turiddu si reca per il vino.
A Francofonte è ambientata anche la novella "La roba", opera del maestro verista Giovanni Verga, dove il contadino arricchito Mazzarò acquista case e terreni "per essere meglio del re".

## Amministrazione
Di seguito è presentata una tabella relativa alle amministrazioni che si sono succedute in questo comune.
| Periodo          | Periodo          | Primo cittadino        | Partito                                            | Carica              | Note  |
| ---------------- | ---------------- | ---------------------- | -------------------------------------------------- | ------------------- | ----- |
| 1967             | 1972             | Sebastiano Spoto Puleo | Democrazia Cristiana                               | Sindaco             |       |
| 8 aprile 1989    | 29 giugno 1990   | Giovanni Basso         | Democrazia Cristiana                               | Sindaco             | [ 6 ] |
| 29 giugno 1990   | 28 luglio 1992   | Antonio Inserra        | Democrazia Cristiana                               | Sindaco             | [ 6 ] |
| 28 luglio 1992   | 2 aprile 1993    | Francesco Intrigliolo  | Democrazia Cristiana                               | Sindaco             | [ 6 ] |
| 5 giugno 1993    | 17 febbraio 1994 | Salvatore Zagarella    | Partito Socialista Italiano                        | Sindaco             | [ 6 ] |
| 17 febbraio 1994 | 17 marzo 1994    | Alfredo Rampolla       |                                                    | Comm. straordinario | [ 6 ] |
| 17 marzo 1994    | 4 luglio 1994    | Gaspare Sinatra        |                                                    | Comm. straordinario | [ 6 ] |
| 4 luglio 1994    | 8 giugno 1998    | Vincenzo Bosco         | lista civica                                       | Sindaco             | [ 6 ] |
| 8 giugno 1998    | 10 giugno 2003   | Vito Guido Giuffrida   | centro-sinistra                                    | Sindaco             | [ 6 ] |
| 10 giugno 2003   | 17 giugno 2008   | Giuseppe Castania      | centro-destra                                      | Sindaco             | [ 6 ] |
| 17 giugno 2008   | 12 giugno 2013   | Giuseppe Castania      | Unione di Centro                                   | Sindaco             | [ 6 ] |
| 12 giugno 2013   | 10 giugno 2018   | Salvatore Palermo      | lista civica                                       | Sindaco             | [ 6 ] |
| 10 giugno 2018   | in carica        | Daniele Nunzio Lentini | lista civica Francofonte nel cuore (centro-destra) | Sindaco             | [ 6 ] |